# Цінхаду
Цінхаду (груз. წინხადუ) — село в Грузії.
За даними перепису населення 2014 року в селі проживає 6 осіб.